# Sphenorhina tullia
Sphenorhina tullia är en insektsart som beskrevs av William Lucas Distant 1893. Sphenorhina tullia ingår i släktet Sphenorhina och familjen spottstritar. Inga underarter finns listade i Catalogue of Life.